# 苔口卓也
苔口卓也（1985年7月13日—），日本職業足球員，前日本20歲以下足球代表隊成員。現效力於日職球隊富山勝利。

## 俱乐部生涯
2004年，苔口卓也在大阪櫻花开始足球生涯。2008年转会至市原千葉JEF聯，2010年转会至富山勝利。

## 日本國家足球隊
苔口卓也参加了2005年世界青年錦標賽。

## 外部連結
- （日語）J.League Data Site （页面存档备份，存于）